# Hopen Ràdio
Hopen Ràdio (en noruec: Hopen Radio) és un assentament amb una estació meteorològica i una ràdio, situat a l'illa de Hopen, a l'arxipèlag Svalbard, Noruega.
L'estació va ser establerta per l'Alemanya nazi com a part de l'Operació Sicília durant la Segona Guerra Mundial. Després de la guerra, va passar a ser operada per l'Institut Meteorològic de Noruega. La seva població és de 4 persones (2008).